# Валя-Маре (Молдова)
Валя-Маре (рум. Valea Mare) — село в Унгенському районі Молдови. Адміністративний центр однойменної комуни, до складу якої також входять села Буздуганій-де-Жос, Буздуганій-де-Сус та Мореній-Векі.

## Населення
За даними перепису населення 2004 року у селі проживали 1564 особи.
Національний склад населення села:
| Національність       | Кількість осіб | Відсоток   |
| -------------------- | -------------- | ---------- |
| молдавани румуни     | 1499 4         | 95,8% 0,3% |
| українці             | 43             | 2,7%       |
| росіяни              | 9              | 0,6%       |
| гагаузи              | 4              | 0,3%       |
| болгари              | 3              | 0,2%       |
| поляки               | 1              | 0,1%       |
| інша / без відповіді | 1              | 0,1%       |
| Всього               | 1564           | 100%       |